# Call of Duty: Modern Warfare II
Call of Duty: Modern Warfare II ist ein Ego-Shooter von Activision. Das Computerspiel stellt den 19. Teil der Call-of-Duty-Reihe dar und erschien am 28. Oktober 2022 für Microsoft Windows sowie die Spielekonsolen Xbox One, Xbox Series, PlayStation 4 und PlayStation 5.

## Spielprinzip
Call of Duty: Modern Warfare II ist der Nachfolger zum 2019 veröffentlichten Call of Duty: Modern Warfare. Es besteht aus drei Teilen: Zum einen einer Singleplayer-Kampagne, einem Mehrspielermodus und einem Spezialeinheiten-Modus. Es wurden ein verbessertes KI-System und weitere Gameplay- und Grafik-Innovationen versprochen.

### Waffen
Es wurde ein neues System eingeführt, um Aufsätze (z. B.: Griffe, Munition, Magazine, Optiken, Zweibeine und Mündungen) für die Waffen freizuschalten. Im Gegensatz zu früheren Teilen der Reihe ist es nun notwendig, mehrere Waffen zu benutzen und in ihrem Rang aufzusteigen, um die Aufsätze waffenübergreifend zu erhalten. Ebenfalls kann die optische Erscheinung von Waffen durch freischaltbare Tarnungen verändert werden. Hierzu müssen Herausforderungen verschiedener Schwierigkeitsgrade abgeschlossen werden.

### Warzone
Gleichzeitig wurde eine neue Version des Battle-Royale-Spiels Call of Duty: Warzone entwickelt, das unter dem Namen Warzone 2.0 am 16. November 2022 erschien. Zusätzlich zum Battle-Royale wurde erstmalig auch der Modus 'DMZ' eingeführt. In diesem Modus konkurrieren auf den bekannten Warzone-Karten mehrere Teams aus je ein bis drei Spielern um Beute, bekämpfen KI-Gegner und versuchen, Missionen abzuschließen. Die erlangte Beute muss dann per Helikopter aus dem Missionsgebiet extrahiert werden, welcher an drei zufälligen Standorten auf der Karte angefordert werden kann. Auch ist es möglich, einen Extraktionshelikopter selbst zu steuern, indem man ihn mit speziellem Treibstoff auftankt. Für eine gewisse Menge der Spielwährung kann man sich auch in der Nähe einer Kaufstation abholen lassen. Mit Ashika Island wurde das Spiel um eine Karte erweitert. Mit ihr kam auch der bei den Spielern beliebte Wiederauferstehungsmodus wieder in das Spiel, welcher sich durch ein dynamischeres Wiedereinstiegssystem auszeichnet. Am 2. August 2023 erschien Season 5 und erweiterte das Spiel erneut um neue Inhalte. Für den DMZ Modus gibt es die zusätzlichen Karten „Koschei Komplex“ und „Gebäude 21“, welche sich durch einen höheren Schwierigkeitsgrad definieren. Warzone und DMZ sind kostenlos spielbar.

## Handlung

### Kampagne
Unter dem Kommando von General Sheperd führt die Task Force 141 im Juli 2022 gezielte Angriffe auf von Russland unterstütze iranische Streitkräfte durch. Durch einen Angriff mit Marschflugkörpern wird der iranische General Ghorbani während eines Waffenhandels in Al-Mazrah getötet. Einige Monate darauf beginnt sein Stellvertreter, Major Hassan Zyani, terroristische Aktivitäten zu finanzieren und sich so an den USA für den Angriff auf Ghorbani zu rächen.
General Sheperd und CIA Chief of Station Kate Laswell beordern MARSOC Marines der Task Force 141 unter der Führung von Lieutenant Simon „Ghost“ Riley und Sergeant John „Soap“ MacTavish nach Al-Mazrah um Hassan aufzuspüren und festzunehmen. Der Task Force 141 gelingt es nicht Hassan zu fassen, jedoch können sie Kenntnis darüber erlangen, dass Hassan im Besitz von US-amerikanischen Marschflugkörpern ist.
Laswell sowie die Task Force 141 Soldaten Captain John Price und Sergeant Kyle „Gaz“ Garrick lokalisieren einen von Hassans Kurieren in Amsterdam und können herausfinden, dass Hassan mit dem mexikanischen Las Almas Kartell zusammenarbeitet und sich anscheinend auch in Mexiko aufhält. Nachdem ein Versuch, Hassan an der US-Mexikanischen Grenze festzunehmen, gescheitert ist, kooperieren die Soldaten der Task Force 141 mit der mexikanischen Spezialeinheit „Los Vaqueros“ unter dem Kommando von Colonel Alejandro Vargas und Sergeant Major Rodolfo „Rudy“ Parra, um Hassan in Mexiko aufzuspüren und festzunehmen. Sie werden dabei von der privaten Sicherheitsfirma „Shadow Company“ unterstützt, welche General Sheperd untersteht und vom CEO Commander Phillip Graves geleitet wird. Ihnen gelingt es, Hassan in Mexiko zu fassen, jedoch sind sie gezwungen, ihn aufgrund steigender politischer Spannungen wieder laufen zu lassen.
Daten, welche von Hassans Mobiltelefon erbeutet werden konnten, führen Price, Laswell und Gaz zum Cabo Vìlan in Spanien, wo sie herausfinden, dass das Las Almas Kartell GPS Navigationssysteme aus russischer Produktion für Raketen besitzt. Während der Mission wird Laswell von der Terrorgruppe Al-Qatala entführt. Mit der Hilfe von Farah Karim und Nikolai können sie diese jedoch bis nach Urzikstan verfolgen. In der Zwischenzeit ist es Soap und Alejandro Vargas gelungen, den Kopf des Las Almas Kartells „El Sin Nombre“ festzunehmen. Es stellt sich heraus, dass es sich um Valeria Garza handelt, eine ehemalige Kameradin von Vargas. Valeria verrät, wo sich die gesuchten Marschflugkörper befinden, woraufhin die Task Force 141, die Shadow Company und Vargas die Operation zur Verhinderung des Starts der Raketen durchführen. Obwohl die Mission erfolgreich verläuft, werden Vargas und die Task Force 141 von Graves und der Shadow Company auf Sheperds Befehl verraten. Während Vargas gefangen genommen und seine Basis von der Shadow Company besetzt wird, gelingt Soap und Ghost die Flucht durch die nahe gelegene mexikanische Stadt. Nach ihrer Rückkehr und dem Auffinden des ebenfalls geflohenen Rodolfo, kann die Task Force 141 zusammen mit Price, Gaz und Laswell den gefangenen Vargas und die übrigen „Los Vaqueros“ aus der besetzten Basis befreien.
Die CIA konnte ermitteln, dass Shepherd und Graves hauptverantwortlich für eine illegale Operation waren, bei der die später verschwundenen Marschflugkörper an mit den USA verbündete Streitkräfte im Mittleren Osten geliefert werden sollten. Der Konvoi wurde jedoch von russischen Söldnern angegriffen und drei Marschflugkörper entwendet, weswegen General Shepherd versuchte, die fehlgeschlagene Mission zu vertuschen. Captain Price konfrontiert Shepherd mit den Vorwürfen und schwört, ihn für seine Taten zu belangen. Der Task Force 141 und den Vaqueros gelingt es, die besetzte Basis in Mexiko zurückzuerobern und Graves zu töten. Während des Angriffs finden sie heraus, dass Hassan sich in Chicago befindet, wo sie ihn aufspüren und letztendlich töten können. Im Nachgang der Geschehnisse ist General Shepherd abgetaucht und die CIA und Laswell instruieren die Task Force 141 darüber, dass die russischen Ultranationalisten einen neuen Anführer haben, welchen Price als Vladimir Makarov identifizieren kann.
In einer Mid-Credit Szene sieht man, wie russische Terroristen versuchen, ein Flugzeug zu entführen. Sie erhalten eine Textnachricht von Makarov mit der Anweisung, während der Entführung „kein Russisch“ zu sprechen, womit auf die kontroverse Mission aus dem Originalspiel angespielt wird, in der man selbst mit der Gruppe um Makarov hauptsächlich auf unbewaffnete Zivilisten feuert und man eben diese Anweisung vor dem Attentat auch erhält.

## Entwicklung
Das Videospiel wurde von Infinity Ward entwickelt. Ende April 2022 wurde erstmals das Logo in sozialen Netzwerken geteilt und das Spiel somit angekündigt. Erste genauere Informationen zum Spiel wurden von den Entwicklern Anfang Juni 2022 bekannt gegeben.
Eine öffentliche Beta wurde Ende September 2022 plattformübergreifend angeboten. Dabei war der neue Modus Knock-out erstmals spielbar.

## Rezeption
Die Solo-Kampagne verzichte auf politischen Kommentar oder Rechtfertigung für Geheimdienstoperationen. Die Action bleibe gehaltlos, sei dabei aber sehr abwechslungsreich. Die Auswahl der Dialogzeilen sei eine unsinnige Neuerung. Der Mehrspielermodus überzeuge, sei aber weniger rund als Black Ops Cold War. Das Spiel stecke den Spieler in ein enges Korsett, das keine Dynamik zulasse. Abseits der vorrückenden KI-Kameraden stoppe das Spielgeschehen. Interaktionen auf Knopfdruck etwa beim Öffnen von Türen wirken antiquiert. Auf der PlayStation 5 fallen zu langsam nachladende Texturen und Pop-Ins negativ auf. Aktionen gegen Zivilisten, die zu den Waffen greifen, seien grenzwertig. Die erste Hälfte wirke teils arg in die Länge gezogen, während die zweite Spielhälfte gut in Szene gesetzt sei. Insgesamt habe die Solo-Kampagne einige starke Highlights, sei aber ansonsten eher von schwankender Güte. Eine eindrückliche Atmosphäre, wie bei Modern Warfare stellenweise, kann jedoch nicht aufgebaut werden. Grafik und Sound seien beeindruckend. Die Missionen wirken jedoch aus Vorgängern recycled. Die Kombination aus flinker Bewegung und mächtigem Feedback der Waffen treffe einen gewissen Nerv. Im Vergleich zum Vorgänger Vanguard sei das Spiel gefälliger. Ein Highlight der langen Seriengeschichte sei Modern Warfare II jedoch wiederum auch nicht.
Trotz durchwachsener Kritiken war Call of Duty: Modern Warfare II ein kommerzieller Erfolg.